# Dąb (województwo wielkopolskie)
Dąb – osada w Polsce położona na Pojezierzu Kujawskim w województwie wielkopolskim, w powiecie konińskim, w gminie Skulsk. W latach 1975-1998 miejscowość administracyjnie należała do województwa konińskiego.